# Wanda Lasota
Wanda Marta Lasota (z domu Październiak, ur. 12 września 1925 w Bobrownikach, zm. 19 lipca 2003) – polska farmaceutka, bromatolog i mykolog, długoletnia dziekan Wydziału Farmaceutycznego Akademii Medycznej w Łodzi.

## Życiorys
Po zdaniu w 1948 roku matury w żeńskim gimnazjum w Tarnowskich Górach, rozpoczęła studia na Wydziale Farmaceutycznym Uniwersytetu Łódzkiego. W 1952 roku uzyskała, już na Akademii Medycznej, dyplom magistra farmacji. W tym samym roku została asystentem w Katedrze Nauki o Środkach Spożywczych swojej macierzystej uczelni. W 1956 roku została starszym asystentem, w 1961 uzyskała stopień doktora na podstawie pracy Układ cholina wolna – cholina związana w czasie przechowywania i dojrzewania produktów spożywczych. W 1963 roku została adiunktem.
W 1969 roku uzyskała habilitację, na podstawie pracy Badania chemiczne krowiaka podwiniętego (Paxillus involutus) w związku z oceną przydatności tego grzyba do celów spożywczych. Jej wyniki, wykrycie w tym grzybie muskaryny i acetylocholiny, pozwoliły definitywnie uznać go za toksyczny dla człowieka. W 1971 roku została powołana na stanowisko docenta, w 1979 roku – profesora nadzwyczajnego. Tytuł profesora zwyczajnego uzyskała w 1989 roku. Jej dorobek naukowy obejmuje około 130 oryginalnych prac doświadczalnych, 40 poglądowych i popularnonaukowych, 60 recenzji. Była współautorką podręcznika Diagnostyka laboratoryjna zatruć grzybami.
W latach 1972–1981 była prodziekanem do spraw nauki, 1987–1993 dziekanem Wydziału Farmaceutycznego. Od 1982 do 1995 roku pełniła funkcje wicedyrektora i dyrektora Instytutu Badania Środowiska i Bioanalizy, od 1989 do 1995 roku także kierownika Zakładu Bromatologii Akademii Medycznej. Była członkiem Komitetu Ekologii Człowieka, Komitetu Żywienia Człowieka, Komitetu Chemii Analitycznej, Komisji Higieny Żywienia i Żywności oraz Komisji Bromatologicznej Polskiej Akademii Nauk, należała do Polskiego Towarzystwa Farmaceutycznego, Polskiego Towarzystwa Toksykologicznego, Polskiego Towarzystwa Botanicznego, Polskiego Towarzystwa Nauk Żywieniowych, Polskiego Towarzystwa Higienicznego oraz Łódzkiego Towarzystwa Naukowego. W latach 1985–1987 była członkiem Rady Wyższego Szkolnictwa Medycznego przy Ministrze Zdrowia i Opieki Społecznej.
Została odznaczona między innymi Krzyżem Kawalerskim Orderu Odrodzenia Polski, Złotym Krzyżem Zasługi, Medalem Komisji Edukacji Narodowej i Medalem 40-lecia Polski Ludowej, Honorową Odznaką miasta Łodzi oraz odznaką „Zasłużony dla Łódzkiej Akademii Medycznej”. Na emeryturę przeszła w 1995 roku.
Zmarła 19 lipca 2003 roku i została pochowana na cmentarzu rzymskokatolickim przy ul. Szczecińskiej w Łodzi.